# 泉川直樹
泉川 直樹（いずみかわ なおき）は、日本の男性アニメーター、Flashアニメーター、イラストレーター、ウェブデザイナー、キャラクターデザイナー、CGデザイナー。福岡県出身。
2000年よりフリーランスでアニメーションやWebなどの制作を行っている。
Adobe Animate、Adobe Aftereffects、Moho Pro、Lightwave 3Dを用いたアニメーション制作を得意としている。代表作は『アグレッシブ烈子』、『兄に付ける薬はない！-快把我哥帯走-』、『ざんねんないきもの事典』、『チキップダンサーズ』、『JOCHUM』など。

## 主な作品

### オリジナルキャラクター
- タマニマルズ

- ビーノくん

- ダンシングアニマルズ

- バディーさん

- スマイリーさん

- サムライヌ

### Flashアニメ
- 博多大丸 「ダイくん・マルちゃん」（2002年）- Flashアニメーション制作

- カルピス 「カルスポリン牧場」（2003年）- Flashアニメーション制作

- ベネッセ「しまじろう Xmas」（2004年）- Flashアニメーション制作

### テレビアニメ
- モッタイナイナイ ムッピといっしょ（2006年）- アニメーション制作

- ケモノヅメ（2006年）- アニメーション制作

- おねがい!ポクポン（2008年）- Flashアニメーション制作

- MTV ASIA station ID（2008年 - 2009年）- アニメーション制作

- 闘え!ミミッチ・ミッチー（2008年）- アニメーション制作

- 車に乗った太陽（2009年）- アニメーション制作

- 紙兎ロペ（2012年 - ）- アニメーション制作

- 英国一家、日本を食べる（2015年 - 2016年）- アニメーション制作

- アグレッシブ烈子（2016年 - 2018年）- アニメーション制作

- 神々の記（2016年 - 2017年）- アニメーション制作

- ワールドフールニュース PARTII（2017年）- レイアウト担当

- 兄に付ける薬はない！-快把我哥帯走-（2017年）- アニメーション制作

- ディアホライゾン（被）（2017年）- キャラクターデザイン・アニメーション制作

- 兄に付ける薬はない！2-快把我哥帯走2-（2018年）- アニメーション制作

- ざんねんないきもの事典（2018年 - 2022年）- CG

- 兄に付ける薬はない！3-快把我哥帯走3-（2019年）- アニメーション制作

- 兄に付ける薬はない！4-快把我哥帯走4-（2020年）- アニメーション制作

- 俺、つしま（2021年）- 動画協力

- チキップダンサーズ（2021年 - 2024年）- アニメーター

- JOCHUM（2024年）- アニメーター・モデル制作
- アニメ すみっコぐらし ここがおちつくんです（2025年 - ）- セットアップ・アニメーション
- えぶりでいホスト（2025年 - ）- アニメーター

### 映画
- 映画紙兎ロペ つか、夏休みラスイチってマジっすか!?（2012年）- アニメーション制作

### Webアニメ
- 小料理屋北海道（2009年）- アニメーション制作

- 大乱戦！ヒリヒリバトルキャンペーン（2013年）- 3Dアニメーション制作

- 彼岸島X（2016年 - 2017年）- アニメーション制作

- 梅乃宿酒造「YUZU7」（2017年）- 背景イラスト制作

- 稲川淳二のすご〜く恐い話（2017年）- CG・アニメーション制作

- Netflixオリジナル「アグレッシブ烈子」（2018年 - 2023年）- アニメーション制作

- 兄に付ける薬はない！5-快把我哥帯走5-（2022年）- アニメーション制作

- MOGMOG PLANET モグモグプラネット（2023年 - ）- アニメーション制作

- ELEMON エレモン（2023年 - 2024年）- コンテ・演出・アニメーション制作

### PV
- Girls Power Manifesto 店頭PV（2003年）- キャラクターアニメーション制作

- 逆EDGE『マジシャン江古田れい蔵』（2012年）- アニメーション制作

- DUCKIN POP アニメーションMV（2014年）- 3Dアニメーション制作

- バディーさん&ブルーファイブ「めくるめく久留米」MV（2017年）- キャラクターデザイン・アニメーション制作

- ゲンガーのうた「よなよなゲンガー」MV（2017年）- アニメーション制作

- ヒトデマンのうた「ぼくらのヒトデマン」MV（2017年）- アニメーション制作

### みんなのうた
- ◆は、5分間1曲枠の楽曲（ロングのうた）。

- 1.図書館ロケット / 畑亜貴（2013年10月・11月放送）- 3Dキャラクターモデリング

### CM
- みんなのシアターWii（2009年）- 背景アニメーション制作

- ちば興銀＜おまとめフリーローン＞「アグレッシブ烈子 残業編」（2019年）- アニメーション制作

- ちば興銀＜カードローン＞「アグレッシブ烈子 ストレス社会編」（2019年）- アニメーション制作

### 2010年
- メタルギアソリッド ピースウォーカー（ゲーム内アニメーションパート制作）

- クロヒョウ 龍が如く新章（ゲーム内アニメーションパート制作）

### 2011年
- HENCHMEN（ヘンチメン）（アニメーション制作）

### 2012年
- FLICK RUN（アプリ内に登場する指のキャラクターのアニメーション制作）

- クロヒョウ2 龍が如く 阿修羅編（ゲーム内アニメーションパート制作）

### 2015年
- デジモンストーリー サイバースルゥース（3Dキャラクターモデリング）

- 星のドラゴンクエスト（3Dキャラクターモデリング）

### 2019年
- 桃太郎外伝 鬼詣オニモウデ 岡山見聞録（キャラクターデザイン）

### キャラクターデザイン
- SIGGRAPH 2002 プレゼンテーション用3Dキャラクター（2002年）

- アットちゃん・アットドッグ・バットくん・バットドッグ（アットマアク）（2002年）

- ダイくん・マルちゃん（博多大丸）（2002年）

- 100っくん（チャイルドフッド）（2002年）

- Ynotメッセンジャー（2004年）

- DECO（JUGEM）（2005年）

- ミオン（ヤマハ）（2005年）

- 真水ちゃん・シオッピー（海の中道奈多海水淡水化センター「まみずピア」）（2005年）

- ピンクのブタ（ロレヤルパリ）（2007年）

- テディベア（メイベリン）（2007年）

- くま（仮称）（新日テクノロジー）（2013年）

- Let's天才てれびくん 茶の間戦士（2014年）

### イラスト
- Ynotはがき印刷サービス（2004年 - 2005年）- 年賀状イラスト制作

- 楽天グリーティング「サムライヌのお正月」「お父さんダーイスキ!!」「Candle BOYS」「Beeno's Halloween」「Xmas BOYS」（2006年）- グリーティングカード制作

- 啓林館 高等学校 数学Ⅰ教科書（2006年）- イラストレーション制作

- Lunascape（2007年）- ブラウザデザインスキン制作

- 楽天グリーティング「バンザイボーイズ」「ロケットンのバーステーカード」「いつもありがとう！」（2007年）- グリーティングカード制作

- 楽天グリーティング「節分に太巻き食べて願い事」「ビーノくんのありがとう! 」「お誕生日おめでとう! 」（2008年）- グリーティングカード制作

- ZIMAキャンペーン「マルジー団」（2009年）- アートワーク制作

- SUPERナンプレポータブル（2012年）- 表紙イラスト制作

- ダノンビオ「第3回ダノンビオ選挙」（2012年）- フルーツの3Dグラフィック制作

### WEBサイト
- みやざきインターネット国際見本市（2002年）- Flash制作

- ドコモスタイル 商品紹介（NTTドコモ九州）（2002年）- Flash制作

- FOMAGATE FLASHインターフェイス（NTTドコモ九州）（2002年）- Flash制作

- クローバーサポート（2002年）- WEBサイトデザイン制作

- ナインツゥファイブ（2002年）- WEBサイトデザイン制作

- :::CORE de MODE::（天神コア）（2002年）- WEBサイトデザイン制作

- SOLARIA PLAZA.COM（ソラリアプラザ）（2002年）- WEBサイトデザイン制作

- エンジェルメール（ソラリアプラザ）（2002年）- WEBサイトデザイン制作

- 霧島酒造（2002年）- WEBサイトデザイン制作

- ホークスタウンオンライン（福岡ダイエーホークス）（2002年）- WEBサイトデザイン制作

- Love Love Kyushu!（2003年）- WEBサイトデザイン制作

- フリフリカンパニー（2003年 - 2005年）- WEBサイトデザイン制作

- ELECTRONIC VIRUS（フリフリカンパニー）（2003年）- WEBサイトデザイン制作

- Girls Power Manifesto（フリフリカンパニー）（2003年）- WEBサイトデザイン制作

- ホムペロリ（2003年）- ホームページテンプレート制作

- 博多井筒屋（2005年 - 2006年）- WEBサイト制作

- B.T.Rabbit（2005年）- WEBサイトデザイン制作

- 学園戦記ムリョウ（2005年）- WEBサイトデザイン制作

- CREATESTYLE（2006年）- インデックスデザイン・アニメーション制作

- セビア（2006年）- WEBサイト制作

- お子さま 公式サイト（NHK）（2006年）- WEBサイト制作

- Adobe Motion Award 2006（2006年）- WEBサイト制作

- マッドハウス 公式サイト（2006年 - ）- WEBサイトデザイン制作

- ロレアルパリ 「ニュートリグロス 」（2007年）キャラクターデザイン・アニメーション制作

- ワイヤレスアリマス。（レックスマーク）（2007年）- WEBサイト制作

- 1oven（2007年）- 3Dオーブンデザイン・アニメーション制作

- CRASH HELLO KITTY（丸井）（2008年）- WEBサイト制作

- RKB映画社（2008年）- WEBサイトデザイン制作

- PEN'Z GEAR（タカラトミー）（2008年）- WEBサイトデザイン制作

- RIDEBACK（2008年 - 2009年）- オフィシャルサイト制作

- BIRDMAN（2008年）- 3D キャラクター・アニメーション制作

- よなよなペンギン（2009年）- WEBサイトデザイン制作

- 夢みる機械（2009年）- サイトデザイン制作

- チベット犬物語 〜金色のドージェ〜（2011年）- WEBサイトデザイン制作

- HELLS（2012年）- WEBサイトデザイン制作

- Nikon ECO JOURNEY ものづくりとエコの旅（2012年）- 各キャラクターのアニメーション制作

- 制服のオジサマ（2012年）- WEBサイトデザイン制作

- ヒリヒリマン撃退キャンペーン（シック・ジャパン）（2013年）- 3Dキャラクターデザイン制作

- 新日テクノロジー（2013年）- WEBサイトデザイン制作

- ダイヤのA スペシャルサイト（2013年）- WEBサイトデザイン制作

- MAPPA 公式サイト（2013年 - ）- WEBサイトデザイン

- Let's天才てれびくん 公式サイト（2014年）- WEBサイトデザイン

- Creators Night vol.17～20（2015年 - 2016年）- WEBサイトデザイン制作

- 神風動画 公式サイト（2015年）- WEBサイトデザイン制作

- 神風動画 弐式スタジオ 公式サイト（2015年）- WEB制作

- COCOLORS（2015年）- WEBサイトデザイン制作

### その他
- 鬼束ちひろ『Sugar High』[CD EXTRA]（2002年）- スクリーンセーバー制作

- テイルズシリーズ携帯コンテンツ「待受け3D」・「3Dキャラ電」（ナムコ）（2004年 - 2006年）- モデリング・アニメーション・オーサリング

- 月刊MdN 2月号「iモードフリークス！第23回」（2004年）- 携帯待ち受け

- 月刊MdN 10月号「FLASHMX DESIGN FACTORY」（2004年）- 執筆

- MdN「iデコメショップ」（2004年）- デコメールテンプレート制作

- 海の中道奈多海水淡水化センター「まみずピア」施設解説ムービー（2005年）- キャラクターアニメーション制作

- 携帯コンテンツ「きせかせファクトリー」（2007年）- 「ダンシングアニマルズ」・「タマニマルズ」デザインテンプレート制作

- KIRAKIRA JAPON（2009年）- アニメーション制作

- KIRAKIRA JAPON シーズン2（2009年）- モーショングラフィック・OPアニメーション制作

- マイクロソフト「Hotmail & Messenger～ありがとう10周年　記念絵文字～」（2009年）- 「ビーノくん」・「BUDDYさん」・「タマニマルズ」・「ダンシングアニマルズ」・「スマイリーさん」絵文字アイコン制作